# شركة تضامنية محدودة المسؤولية
شركة تضأمنية محدودة المسؤولية في الاقتصاد والقانون (بالإنجليزية: limited liability partnership (LLP)) هي شركة تضأمنية يكون فيها لبعض الشركاء أو لجميع الشركاء (يعتمد على عقد تسجيل الشركة) مسؤولية محدودة. ويعتبر نظام الشركة التضامنية المحدودة المسؤولية بين الشركة التضامنية والمؤسسة التجارية.

في الشركة التضأمنية المحدودة المسؤولية لا يكون الشريك مسؤولا عن أهمال أو سوء تصرف الشريك الآخر. وهذا هو الفارق بين هذا النوع من الشركات والشركة التضامنية المحدودة Limited partnership.

وفي بعض البلاد لا بد وأن يكون على الأقل شريك أساسي ذو مسؤولية غير محدودة. وعلى خلاف حاملي الأسهم في المؤسسة التجارية يمكن للشركاء في الشركة التضأمنية المحدودة المسؤولية المشاركة في إدارة الشركة. كما تختلف المعاملة الضرائبية للشركة التضأمنية المحدودة المسؤولية عن المؤسسة التجارية corporation.